# Jüri Seilenthal
Jüri Seilenthal (nascido a 28 de dezembro de 1970) é um diplomata da Estónia.
Ele foi Embaixador da Estónia em Israel. Entre 2002 e 2006 foi Embaixador da Estónia na Itália e Embaixador da Estónia em Malta entre 2003 e 2006 (não residente). A partir de junho de 2007 foi Embaixador da Estónia na Santa Sé.
Em 2020, ele foi Director Geral do Departamento de Cooperação para o Desenvolvimento e Economia Externa do Ministério das Relações Exteriores da Estónia.
Ele recebeu várias condecorações estrangeiras e da Estónia, incluindo em 2004 a Ordem do Mérito (Itália) (em estoniano:  Itaalia Vabariigi Teeneteordeni suurohvitseririst).